# 国際連合安全保障理事会決議1241
国際連合安全保障理事会決議1241（こくさいれんごうあんぜんほしょうりじかいけつぎ1241 英語: United Nations Security Council Resolution 1241）は、1999年5月19日に国際連合安全保障理事会において全会一致で採択された決議。ルワンダ国際戦犯法廷（ICTR）長官からの安保理議長宛の書簡を注記した上で、安保理は、レナート・アスペグレン判事が任期満了前に開始したジョルジュ・ルタガンダとアルフレッド・ムセマの訴訟を完了させるとするコフィー・アナン国連事務総長の提案を承認した。
双方の訴訟は2000年1月31日までに完了させることになった。よって、アスペグレン判事の任期はルワンダ国際戦犯法廷第1裁判部での訴訟手続き段階にある間の1999年5月24日までとした。